# Московская Славянка
Московская Славянка — территориальная зона в составе посёлка Шушары. Расположена на перекрёстке автомобильных дорог в Пушкин и Колпино.

## История
Московская Славянка основана в 1715 году. На картах 1770 и 1852 годов нанесена под названием Славянка.

СЛОВЯНКА — ямская слобода, число жителей по ревизии: 491 м. п., 518 ж. п.; В ней церковь каменная во имя Спаса Преображения (1838 год)

Алфавитный список селений по уездам и станам Санкт-Петербургской губернии по Царскосельскому уезду описывает населённый пункт так: 

МОСКОВСКАЯ СЛАВЯНКА — слободка Царскославянского удельного имения, по просёлочной дороге, число дворов — 173, число душ — 562 м. п. (1856 год)

Согласно спискам населённых мест Российской империи:

МОСКОВСКАЯ СЛАВЯНКА — слобода казённая при речке Славянке. Число дворов — 182, число жителей: 596 м. п., 624 ж. п.; Церковь православная. Сельское училище. (1862 год)

- План деревни Московская Славянка. 1885 год

Согласно «Карте окрестностей Санкт-Петербурга» 1885 года деревня называлась Славянка и насчитывала 164 крестьянских двора. В деревне была своя кузница и церковь.
Согласно данным первой переписи населения Российской империи:

МОСКОВСКАЯ СЛАВЯНКА — деревня, православных — 1507, мужчин — 699, женщин — 817, обоего пола — 1516 человек. (1897 год)

В конце XIX — начале XX века слобода называлась Московско-Ямская и административно относилась к 1-му земскому участку 1-го стана Московской волости Санкт-Петрбургского уезда Санкт-Петербургской губернии. В 1905 году слобода насчитывала 190 строений. Число наличных душ: 389 мужских и 304 женских.
С 1 февраля 1918 года по 30 июня 1920 года деревня Московская Славянка входила в состав Московско-Славянской волости Детскосельского уезда Петроградской губернии.
С июля 1920 года — в составе Московско-Славянского сельсовета Слуцкой волости.
С февраля 1923 года — в составе Гатчинского уезда.
Согласно данным переписи населения СССР 1926 года в селе Московская Славянка Московско-Славянского сельсовета Слуцкой волости Троцкого уезда проживали 1583 человека — большинство русские, а также евреи и поляки.
С февраля 1927 года — в составе Детско-Сельской волости. С августа 1927 года — в составе Детскосельского района.
С июля 1930 года — в составе Ленинградского Пригородного района.
Согласно карте Ленинградской области Северо-западного аэрогеодезического треста ГГУ издания 1932 года Московская Славянка насчитывала 172 крестьянских двора.
С августа 1936 года — в составе Павловского района.
- Деревня Московская Славянка на карте 1941 года

Согласно топографической карте РККА 1941 года в деревне находились школа, сельсовет и почтово-телеграфная контора.
По данным 1950 года население деревни составляло 423 человека.
С 1 июля 1953 года — в составе Пушкинского района Ленинграда
Существует составленная по воспоминаниям жителей план-схема расположения её домов:

## Достопримечательности
- Каменная церковь Спаса Преображения в Московской Славянке была построена в 1783—1787 годах, возможно, по проекту Дж. Кваренги (проект — копия Смоленской церкви в Пулково). Закрытая в 1938 году церковь сильно пострадала в годы войны. В 1946 году её руины были снесены[13]. В 2017 году рядом с храмовым местом была возведена часовня Успения Пресвятой Богородицы.

- Церковь во имя Преображения Господня в Московской Славянке.

## Известные жители
- Беляев, Афанасий Иванович (1845—1921) — митрофорный протоиерей Русской православной церкви, духовник Николая II и его семьи.
- Гермоген (1820—1893) — епископ Русской православной церкви, епископ Псковский и Порховский.